# Technologie dans les collèges français
Pour un article plus général, voir Enseignement de la technologie.
 (décembre 2021).
Dans les collèges français, l'enseignement de la technologie est présent dans toutes les classes à raison d'une heure et demie par semaine en cinquième, quatrième et troisième.
Depuis 2009, l'enseignement se fait autour de domaines d'applications propres à chaque niveau d'enseignement. Il ne s'agit pas de développer des connaissances et capacités dans ce domaine, mais plutôt de s'en servir comme support d'apprentissage pour acquérir de nouvelles connaissances et capacités transposables dans n'importe quel domaine technique.
Depuis la mise en place de la réforme de l'enseignement au collège de 2015, l'enseignement de la technologie en classe de sixième est intégré aux 4 heures de sciences et technologie.

## Programme (version 2009)
L’enseignement de la technologie s’inscrit dans l’acquisition de la culture scientifique et technologique (une des sept compétences du socle commun). 
L’enseignement a les finalités suivantes :
- identifier et décrire les principes et les solutions techniques propres aux objets techniques de l’environnement de l’élève ;
- conduire une démarche technologique qui se caractérise par un mode de raisonnement fait de transpositions, de similitudes de problématiques et d’analogies tout en tenant compte des contraintes techniques et socio-économiques ;
- savoir que la conception et la réalisation des produits prennent appui sur des avancées technologiques et des fondements scientifiques qui s’alimentent mutuellement et contribuent à la recherche permanente de l’innovation ;
- comprendre les interactions entre les produits et leur environnement dans un monde où l’ergonomie, la sécurité et l’impact environnemental sont devenus déterminants ;
- mettre en œuvre des moyens technologiques (micro-ordinateurs connectés aux réseaux numériques, outils et équipements automatiques, matériels de production, ressources multimédias…) de façon raisonnée ;
- situer les évolutions technologiques dans la chronologie des découvertes et des innovations et dans les changements de la société.

### Sixième
En sixième, le domaine d'application retenu est : les moyens de transports.
- analyse de produits (objets techniques peu complexes) pour comprendre les besoins essentiels ou créés auxquels ils répondent, leur constitution et leur fonctionnement,
- découverte et la mise en œuvre de moyens élémentaires de fabrication,
- usage raisonné des technologies de l’information et de la communication.
- évolution des objets à travers le temps.

### Cinquième et quatrième
En cinquième, le domaine d'application retenu est : habitats et ouvrages.

En quatrième, le domaine d'application retenu est : confort et domotique.
- analyse de produits utilisant des quantités significatives d’énergie, de transmission de l’information et qui font partie de l’environnement proche de l’élève ;
- procédés de réalisation ;
- conception en fonction de contraintes techniques et socioéconomiques liées au cycle de vie du produit.

### Troisième
Synthèse et approfondissement.
L'intérêt de la classe de troisième est de réutiliser toutes les connaissances acquises durant les précédentes années. 
Les élèves y réalisent un objet technique du choix du professeur. Bien qu'en sixième, cinquième, quatrième les domaines d'applications soient imposés, en troisième les domaines d'applications peuvent relever de la robotique, du développement durable, etc.

## Sources
- Actualité, progressions et TP des Sciences Industrielles de l'Ingénieur - SciencesIndustrielles.com
- « Programmes de l’enseignement de technologie », sur education.gouv.fr, 28 août 2008
- RNR (Réseau National de Ressources)